# Cibeber (Cibeber)
Cibeber is een bestuurslaag in het regentschap Lebak van de provincie Banten, Indonesië. Cibeber telt 3599 inwoners (volkstelling 2010).